# Lothar Oppermann
Lothar Oppermann (* 23. Oktober 1930 in Glogau, Landkreis Glogau, Provinz Niederschlesien; † 2019 in Berlin) war von 1963 bis 1989 Leiter der Abteilung Volksbildung des ZK der SED.

## Leben
Oppermann, Sohn eines Arbeiters, wurde 1945 mit seiner Familie in die Sowjetische Besatzungszone umgesiedelt. In Grimma schloss Oppermann seine Schulbildung 1949 mit dem Abitur ab. Nachdem er 1950 in die SED eingetreten war, studierte er an der Universität Leipzig Mathematik und Physik. Im Jahr 1956 schloss er das Studium mit dem Staatsexamen als Diplom-Lehrer ab. Danach war er an verschiedenen Schulen als Lehrer und später als wissenschaftlicher Assistent und Lehrbeauftragter am Institut für Pädagogik der Leipziger Universität tätig. Im Jahr 1961 wurde Oppermann zum Dr. paed. promoviert. 1962 wurde er stellvertretender Direktor des Deutschen Pädagogischen Zentralinstituts. Im Februar 1963 folgte er Werner Neugebauer als Leiter der Abteilung Volksbildung des ZK der SED, was er bis zur friedlichen Revolution in der DDR 1989 blieb. Von 1970 an war Oppermann Ordentliches Mitglied der Akademie der Pädagogischen Wissenschaften der DDR.

## Auszeichnungen
- 1964 Vaterländischer Verdienstorden in Bronze und 1970 in Silber[1]
- 1977 Orden Banner der Arbeit Stufe I[2]

## Schriften
- Parteiarbeit im Volksbildungswesen. Ziele – Aufgaben – Erfahrungen. Hrsg. von der Abteilung Volksbildung des ZK der SED. Berlin 1987.
- (Hrsg.): Vom Sinn unseres Lebens. Ein Bildband zur Erinnerung an die Jugendweihe über die sozialistische Gesellschaftsordnung. Berlin 1983.